# Palestyna pod panowaniem Bizancjum
Starożytna Palestyna pod panowaniem Bizancjum przebywała w okresie od 395 do 637.

## Historia

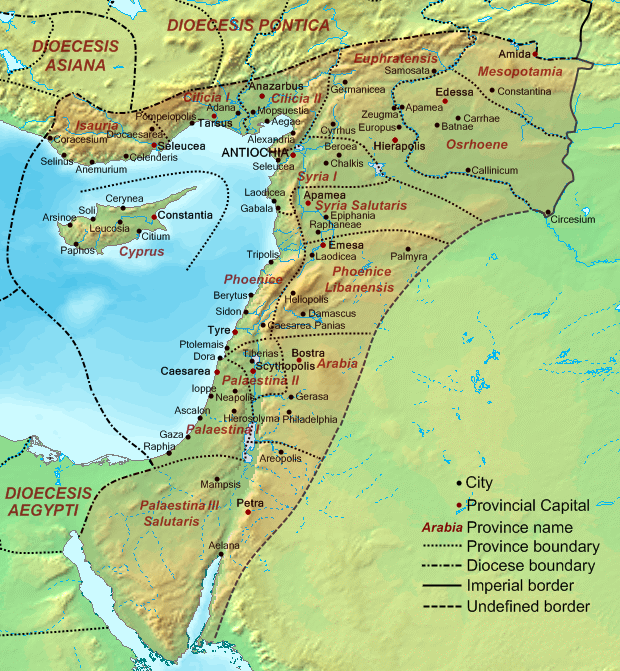
Prowincje Imperium Bizantyjskiego na obszarze Palestyny w 400 roku.

Imperium Bizantyjskie na przestrzeni dziejów

Około roku 390 Palestyna dzieliła się na trzy części, nazywane Palaestina Prima (Judea, Samaria, Perea, wybrzeża Morza Śródziemnego ze stolicą w Cezarei Nadmorskiej), Palaestina Secunda (Galilea, Dolina Jezreel, Dolina Jordanu, tereny na wschód od Jordanu i na zachód od Dekapolis, ze stolicą w Scytopolis) oraz Palaestina Tertia (Negew, południe dzisiejszej Jordanii, zachodnia część Synaju, ze stolicą w Petrze).
W 395 roku cesarz Teodozjusz umierając podzielił imperium rzymskie na Cesarstwo zachodniorzymskie i Cesarstwo Wschodniorzymskie (czyli Bizancjum). W ten sposób Palestyna przeszła w sferę wpływów Bizantyńczyków.
Bizantyjska prowincja Syria obejmowała ziemie współczesnych państw: południowa część Turcji, Syrii, Libanu, Izraela, Jordanii i Autonomii Palestyńskiej.

### Najazd Persów
W 614 roku Persowie prowadzący wojnę z Bizancjum, najechali na Palestynę. Przeciwko Bizantyńczykom wystąpili wówczas żydowscy powstańcy pod wodzą Beniamina, którzy w Jerozolimie wymordowali 90 tysięcy chrześcijan, zburzyli liczne kościoły i klasztory. W latach 614–617 Żydzi sprawowali ograniczoną władzę w Jerozolimie.
W 627 roku palestyńscy Żydzi zawarli tajne porozumienie z Bizancjum. W zamian za wspólną walkę przeciwko Persom, cesarz Herakliusz zapewnił im bezkarność za krzywdy wyrządzone chrześcijanom. W 628 roku na mocy zawartego pokoju Persowie opuścili Palestynę. W 629 roku Palestyna ponownie przeszła pod władzę Bizancjum. Herakliusz nakazał wymordować wszystkich złapanych Żydów. Żydom zabroniono wstępu do Jerozolimy.

### Najazd Arabów
W 634 kalif Abu Bakr nakazał swojemu wodzowi Khalid ibn al-Walidowi zająć bizantyjską prowincję Syrię. W czerwcu 634 arabskie wojska wkroczyły do Syrii i po licznych bitwach zdobyły Damaszek. Dalsze podboje powstrzymała śmierć kalifa Abu Bakra, którego następcą został kalif Umar ibn al-Chattab.
W latach 636–640 Palestyna została podbita przez Arabów.